# Korkoząb czarniawy

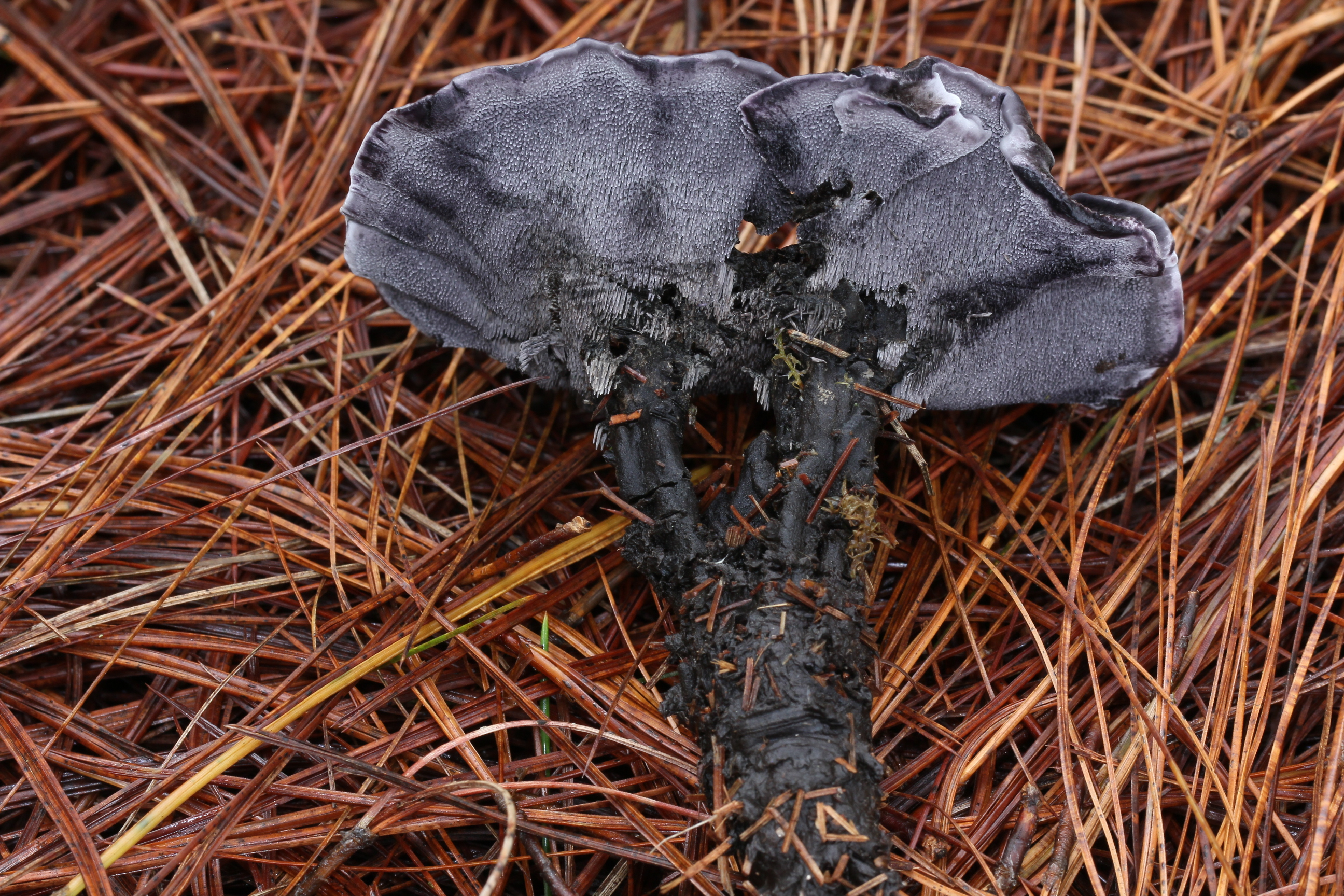

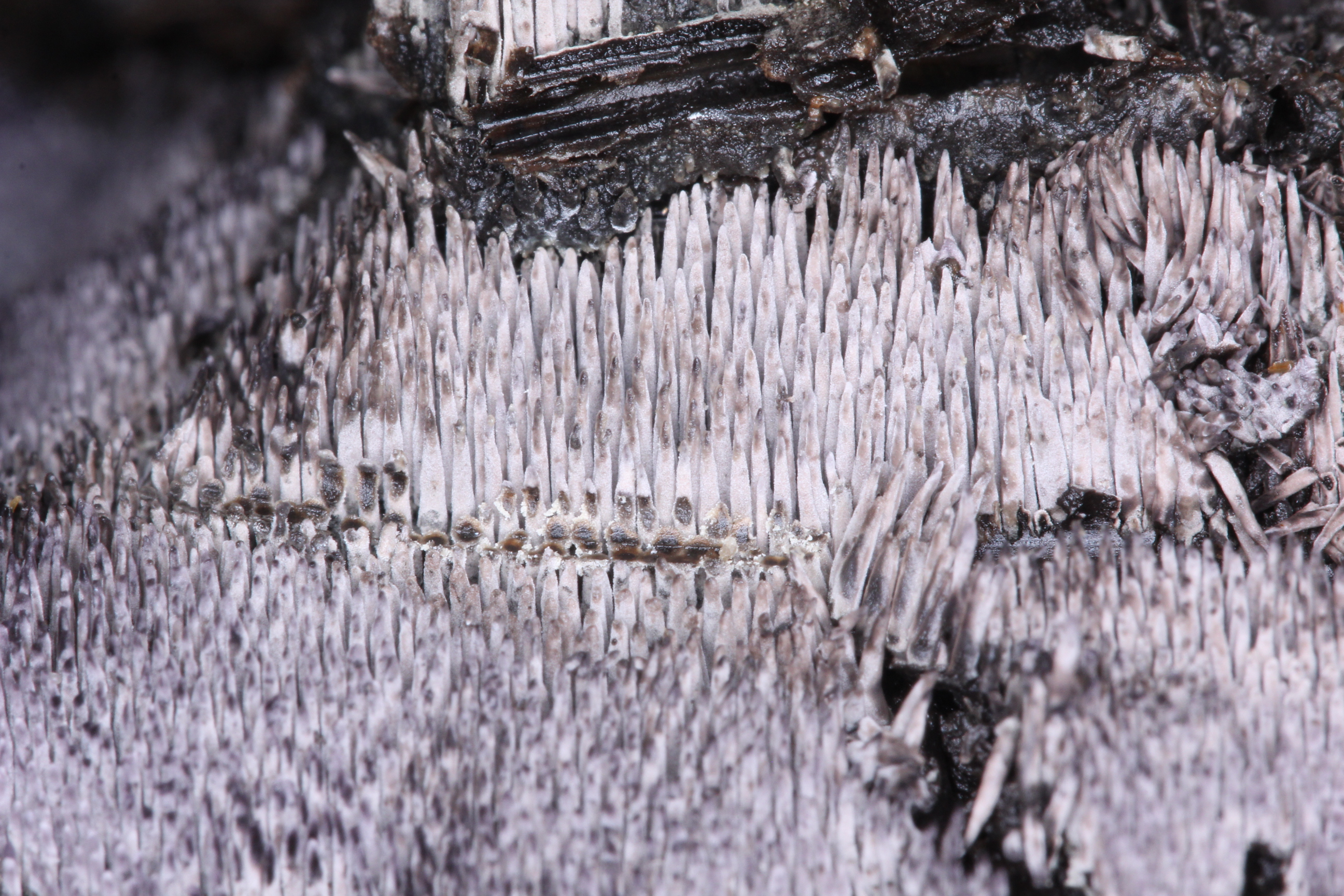

Korkoząb czarniawy (Phellodon niger (Fr.) P. Karst.) – gatunek grzybów z rodziny chropiatkowatych (Thelephoraceae).

## Systematyka i nazewnictwo
Pozycja w klasyfikacji według Index Fungorum: Phellodon, Thelephoraceae, Thelephorales, Incertae sedis, Agaricomycetes, Agaricomycotina, Basidiomycota, Fungi.
Po raz pierwszy opisał go w 1815 r. Elias Fries nadając mu nazwę Hydnum nigrum. Obecną, uznaną przez Index Fungorum nazwę nadał mu w 1881 r. Petter Adolf Karsten.
Ma 16 synonimów. Niektóre z nich:
- Calodon niger (Fr.) Quél. 1886
- Hydnum nigrum Fr. 1815
- Phellodon niger var. macrosporus J.Aug. Schmitt 2020[2].

Józef Jundziłł w 1830 r. nadał mu polską nazwę kolczak czarny. W 1983 r. Barbara Gumińska i Władysław Wojewoda zmienili ją na korkoząb czarniawy.

## Morfologia
Kapelusz
Średnica 30–55 mm. Powierzchnia gładka, błyszcząca, chropowata i pomarszczona w stronę środka, prążkowana i strefowana, ciemnobrązowa do czarniawej z jaśniejszą strefą na brzegu.
Trzon
Wysokość 15–40 mm, średnica 5–12 mm. Kształt nieregularny: na wierzchołku cylindryczny, poniżej maczugowaty do bulwiastego. Powierzchnia oprószona, ciemnobrązowa.
Hymenofor
Kolczasty. Kolce drobne o barwie szarawej z fiołkowym odcieniem.
Miąższ
Twardy, cienki, w kapeluszu czarny, co jest charakterystyczną cechą tego gatunku. Po wysuszeniu pachnie kozieradką.
Cechy mikroskopowe
Zarodniki szkliste; 3,6–4 × 2,7–3,1 μm; pokryte krótkimi kolcami. Podstawki maczugowate, 4 zarodnikowe. Pleurocystyd brak. System strzępkowy monomityczny.

## Występowanie
Występuje w Ameryce Północnej, Europie, Azji, Australii i niektórych wyspach. W Europie jest rozprzestrzeniony od Pirenejów po północne krańce Półwyspu Skandynawskiego. Brak go na Bałkanach. W Polsce W. Wojewoda w 2003 r. przytacza 6 stanowisk podanych w latach 1889–1965. Bardziej aktualne stanowiska podaje internetowy atlas grzybów. Znajduje się na Czerwonej liście roślin i grzybów Polski. Ma status V – gatunek narażony, który zapewne w najbliższej przyszłości przesunie się do kategorii wymierających, jeśli nadal będą działać czynniki zagrożenia. Znajduje się na czerwonych listach gatunków zagrożonych także w Niemczech, Danii, Estonii, Wielkiej Brytanii, Norwegii, Holandii.
Grzyb naziemny występujący w lasach iglastych. Owocniki wytwarza zazwyczaj od sierpnia do października.